# Campeonato Europeu de Futebol de 2024 – Grupo A
O Grupo A do Campeonato Europeu de Futebol de 2024 ocorreu entre 14 a 23 de junho de 2024. O grupo incluía Alemanha, Escócia, Hungria e Suíça.

## Classificação
| Pos | Equipe       | Pts | J | V | E | D | GP | GC | SG | Classificado     |
| --- | ------------ | --- | - | - | - | - | -- | -- | -- | ---------------- |
| 1   | Alemanha (H) | 7   | 3 | 2 | 1 | 0 | 8  | 2  | +6 | Oitavas de final |
| 2   | Suíça        | 5   | 3 | 1 | 2 | 0 | 5  | 3  | +2 | Oitavas de final |
| 3   | Hungria      | 3   | 3 | 1 | 0 | 2 | 2  | 5  | −3 | Eliminado        |
| 4   | Escócia      | 1   | 3 | 0 | 1 | 2 | 2  | 7  | −5 | Eliminado        |

Nas oitavas de final
- O vencedor do Grupo A avançará para enfrentar o vice-campeão do Grupo C.
- O vice-campeão do Grupo A avançará para enfrentar o vice-campeão do Grupo B.
- O terceiro colocado do Grupo A poderá avançar para enfrentar o vencedor do Grupo B , Grupo E ou Grupo F.

## Partidas

### Alemanha x Escócia
| 14 de junho de 2024 | Alemanha                                                                 | 5 – 1     | Escócia            | Allianz Arena, Munique                      |
| 21:00               | Wirtz 10' · Musiala 19' · Havertz 45+1' (pen) · Füllkrug 68' · Can 90+3' | Relatório | Rüdiger 87' (g.c.) | Público: 65 052 Árbitro: FRA Clément Turpin |

| '' | Alemanha | Escócia | '' |

| GK                | 1  | Manuel Neuer           |     |     |
| RB                | 6  | Joshua Kimmich         |     |     |
| CB                | 2  | Antonio Rüdiger        |     |     |
| CB                | 4  | Jonathan Tah           | 62' |     |
| LB                | 18 | Maximilian Mittelstädt |     |     |
| CM                | 23 | Robert Andrich         | 31' | 46' |
| CM                | 8  | Toni Kroos             |     | 80' |
| RW                | 10 | Jamal Musiala          |     | 74' |
| AM                | 21 | İlkay Gündoğan         |     |     |
| LW                | 17 | Florian Wirtz          |     | 63' |
| CF                | 7  | Kai Havertz            |     | 63' |
| Substituições:    |    |                        |     |     |
| MF                | 5  | Pascal Groß            |     | 46' |
| MF                | 19 | Leroy Sané             |     | 63' |
| FW                | 9  | Niclas Füllkrug        |     | 63' |
| FW                | 13 | Thomas Müller          |     | 74' |
| MF                | 25 | Emre Can               |     | 80' |
| Treinador:        |    |                        |     |     |
| Julian Nagelsmann |    |                        |     |     |

| GK             | 1  | Angus Gunn         |     |     |
| CB             | 13 | Jack Hendry        |     |     |
| CB             | 15 | Ryan Porteous      | 44' |     |
| CB             | 6  | Kieran Tierney     |     | 77' |
| DM             | 8  | Callum McGregor    |     | 67' |
| CM             | 2  | Anthony Ralston    | 48' |     |
| CM             | 3  | Andrew Robertson   |     |     |
| AM             | 4  | Scott McTominay    |     |     |
| RW             | 7  | John McGinn        |     | 67' |
| CF             | 10 | Ché Adams          |     | 46' |
| LW             | 11 | Ryan Christie      |     | 82' |
| Substituições: |    |                    |     |     |
| DF             | 5  | Grant Hanley       |     | 46' |
| MF             | 14 | Billy Gilmour      |     | 67' |
| MF             | 23 | Kenny McLean       |     | 67' |
| DF             | 26 | Scott McKenna      |     | 77' |
| FW             | 9  | Lawrence Shankland |     | 82' |
| Treinador:     |    |                    |     |     |
| Steve Clarke   |    |                    |     |     |

| Homem do Jogo: Jamal Musiala Bandeirinhas: Nicolas Danos Benjamin Pages Quarto árbitro: François Letexier Quinto árbitro: Cyril Mugnier Árbitro assistente de vídeo: Jérôme Brisard Árbitros assistentes de árbitro de vídeo: Willy Delajod Massimiliano Irrati |

### Hungria x Suíça
| 15 de junho de 2024 | Hungria   | 1 – 3     | Suíça                                   | RheinEnergieStadion, Colônia               |
| 15:00               | Varga 66' | Relatório | Duah 12' · Aebischer 45' · Embolo 90+3' | Público: 41 676 Árbitro: SVN Slavko Vinčić |

| '' | Hungria | Suíça | '' |

| GK             | 1  | Péter Gulácsi       |     |     |
| CB             | 2  | Ádám Lang           |     | 46' |
| CB             | 6  | Willi Orbán         |     |     |
| CB             | 4  | Attila Szalai       | 69' | 79' |
| DM             | 8  | Ádám Nagy           |     | 67' |
| DM             | 13 | András Schäfer      |     |     |
| RM             | 5  | Attila Fiola        |     |     |
| LM             | 11 | Milos Kerkez        |     | 79' |
| AM             | 20 | Roland Sallai       |     |     |
| AM             | 10 | Dominik Szoboszlai  |     |     |
| CF             | 19 | Barnabás Varga      |     |     |
| Substituições: |    |                     |     |     |
| DF             | 14 | Bendegúz Bolla      | 88' | 46' |
| MF             | 15 | László Kleinheisler |     | 67' |
| FW             | 9  | Martin Ádám         |     | 79' |
| DF             | 24 | Márton Dárdai       |     | 79' |
| Treinador:     |    |                     |     |     |
| Marco Rossi    |    |                     |     |     |

| GK             | 1           | Yann Sommer       |     |     |
| CB             | 22          | Fabian Schär      |     |     |
| CB             | 5           | Manuel Akanji     |     |     |
| CB             | 13          | Ricardo Rodriguez |     |     |
| DM             | 10          | Granit Xhaka      |     |     |
| DM             | 8           | Remo Freuler      | 59' | 86' |
| RM             | 3           | Silvan Widmer     | 5'  | 68' |
| LM             | 19          | Dan Ndoye         |     | 86' |
| AM             | 20          | Michel Aebischer  |     |     |
| AM             | 17          | Ruben Vargas      |     | 74' |
| CF             | 18          | Kwadwo Duah       |     | 68' |
| Substituições: |             |                   |     |     |
| FW             | 25          | Zeki Amdouni      |     | 68' |
| DF             | 2           | Leonidas Stergiou |     | 68' |
| FW             | 7           | Breel Embolo      |     | 74' |
| MF             | 16          | Vincent Sierro    |     | 86' |
| MF             | 26          | Fabian Rieder     |     | 86' |
| Treinador:     |             |                   |     |     |
| Murat Yakın    | Murat Yakın | Murat Yakın       | 88' |     |

| Homem do Jogo: Granit Xhaka Bandeirinhas: Tomaž Klančnik Andraž Kovačič Quarto árbitro: Rade Obrenovic Quinto árbitro: Jure Paprotnik Árbitro assistente de vídeo: Nejc Kajtazovic Árbitros assistentes de árbitro de vídeo: Bartosz Frankowski Tomasz Kwiatkowski |

### Alemanha x Hungria
| 19 de junho de 2024 | Alemanha                   | 2 – 0     | Hungria | MHPArena, Stuttgart                         |
| 18:00               | Musiala 22' · Gündogan 67' | Relatório |         | Público: 54 000 Árbitro: NED Danny Makkelie |

| '' | Alemanha | Hungria | '' |

| GK                | 1  | Manuel Neuer           |     |     |
| RB                | 6  | Joshua Kimmich         |     |     |
| CB                | 2  | Antonio Rüdiger        | 27' |     |
| CB                | 4  | Jonathan Tah           |     |     |
| LB                | 18 | Maximilian Mittelstädt | 89' |     |
| CM                | 23 | Robert Andrich         |     | 72' |
| CM                | 8  | Toni Kroos             |     |     |
| RW                | 10 | Jamal Musiala          |     | 72' |
| AM                | 21 | İlkay Gündoğan         |     | 84' |
| LW                | 17 | Florian Wirtz          |     | 58' |
| CF                | 7  | Kai Havertz            |     | 58' |
| Substituições:    |    |                        |     |     |
| MF                | 19 | Leroy Sané             |     | 58' |
| FW                | 9  | Niclas Füllkrug        |     | 58' |
| MF                | 25 | Emre Can               |     | 72' |
| MF                | 11 | Chris Führich          |     | 72' |
| FW                | 26 | Deniz Undav            |     | 84' |
| Treinador:        |    |                        |     |     |
| Julian Nagelsmann |    |                        |     |     |

| GK             | 1           | Péter Gulácsi       |       |     |
| CB             | 5           | Attila Fiola        |       |     |
| CB             | 6           | Willi Orbán         |       |     |
| CB             | 24          | Márton Dárdai       |       |     |
| RM             | 14          | Bendegúz Bolla      |       | 75' |
| CM             | 8           | Ádám Nagy           |       | 64' |
| CM             | 13          | András Schäfer      |       |     |
| LM             | 11          | Milos Kerkez        |       | 75' |
| AM             | 20          | Roland Sallai       |       | 87' |
| AM             | 10          | Dominik Szoboszlai  | 90+3' |     |
| CF             | 19          | Barnabás Varga      | 22'   | 87' |
| Substituições: |             |                     |       |     |
| MF             | 15          | László Kleinheisler |       | 64' |
| DF             | 18          | Zsolt Nagy          |       | 75' |
| FW             | 9           | Martin Ádám         |       | 75' |
| MF             | 16          | Dániel Gazdag       |       | 87' |
| FW             | 23          | Kevin Csoboth       |       | 87' |
| Treinador:     |             |                     |       |     |
| Marco Rossi    | Marco Rossi | Marco Rossi         | 90+3' |     |

| Homem do Jogo: İlkay Gündoğan Bandeirinhas: Hessel Steegstra Jan de Vries Quarto árbitro: Serdar Gözübüyük Quinto árbitro: Johan Balder Árbitro assistente de vídeo: Rob Dieperink Árbitros assistentes de árbitro de vídeo: Pol van Boekel Stuart Attwell |

### Escócia x Suíça
| 19 de junho de 2024 | Escócia       | 1 – 1     | Suíça       | RheinEnergieStadion, Colônia               |
| 21:00               | McTominay 13' | Relatório | Shaqiri 26' | Público: 42 711 Árbitro: SVK Ivan Kružliak |

| '' | Escócia | Suiça | '' |

| GK             | 1  | Angus Gunn         |     |     |
| CB             | 13 | Jack Hendry        |     |     |
| CB             | 5  | Grant Hanley       |     |     |
| CB             | 6  | Kieran Tierney     |     | 61' |
| RWB            | 2  | Anthony Ralston    |     |     |
| LWB            | 3  | Andrew Robertson   |     |     |
| DM             | 14 | Billy Gilmour      |     | 79' |
| DM             | 8  | Callum McGregor    |     |     |
| RW             | 4  | Scott McTominay    | 51' |     |
| LW             | 7  | John McGinn        | 71' | 90' |
| CF             | 10 | Ché Adams          |     | 90' |
| Substituições: |    |                    |     |     |
| DF             | 26 | Scott McKenna      | 68' | 61' |
| MF             | 23 | Kenny McLean       |     | 79' |
| FW             | 11 | Ryan Christie      |     | 90' |
| FW             | 9  | Lawrence Shankland |     | 90' |
| Treinador:     |    |                    |     |     |
| Steve Clarke   |    |                    |     |     |

| GK             | 1  | Yann Sommer       |     |     |
| CB             | 22 | Fabian Schär      |     |     |
| CB             | 5  | Manuel Akanji     |     |     |
| CB             | 13 | Ricardo Rodriguez | 31' |     |
| DM             | 10 | Granit Xhaka      |     | 60' |
| DM             | 8  | Remo Freuler      |     | 75' |
| RM             | 3  | Silvan Widmer     |     | 86' |
| LM             | 23 | Xherdan Shaqiri   |     |     |
| AM             | 20 | Michel Aebischer  |     |     |
| AM             | 17 | Ruben Vargas      |     | 75' |
| CF             | 19 | Dan Ndoye         |     | 86' |
| Substituições: |    |                   |     |     |
| FW             | 7  | Breel Embolo      |     | 60' |
| MF             | 26 | Fabian Rieder     |     | 75' |
| MF             | 16 | Vincent Sierro    | 86' | 75' |
| FW             | 25 | Zeki Amdouni      |     | 86' |
| DF             | 2  | Leonidas Stergiou |     | 86' |
| Treinador:     |    |                   |     |     |
| Murat Yakin    |    |                   |     |     |

| Homem do Jogo: Manuel Akanji Bandeirinhas: Branislav Hancko Jan Pozor Quarto árbitro: Irfan Peljto Quinto árbitro: Senad Ibrišimbegović Árbitro assistente de vídeo: Tomasz Kwiatkowski Árbitros assistentes de árbitro de vídeo: Bartosz Frankowski Nejc Kajtazovič |

### Suíça x Alemanha
| 23 de junho de 2024 | Suíça     | 1 – 1     | Alemanha       | Deutsche Bank Park, Frankfurt               |
| 21:00               | Ndoye 28' | Relatório | Füllkrug 90+2' | Público: 46 685 Árbitro: ITA Daniele Orsato |

| '' | Suíça | Alemanha | '' |

| GK             | 1  | Yann Sommer       |     |     |
| CB             | 22 | Fabian Schär      |     |     |
| CB             | 5  | Manuel Akanji     |     |     |
| CB             | 13 | Ricardo Rodriguez |     |     |
| DM             | 8  | Remo Freuler      |     |     |
| DM             | 10 | Granit Xhaka      | 66' |     |
| RM             | 3  | Silvan Widmer     | 81' |     |
| LM             | 20 | Michel Aebischer  |     |     |
| AM             | 19 | Dan Ndoye         | 25' | 65' |
| AM             | 26 | Fabian Rieder     |     | 65' |
| CF             | 7  | Breel Embolo      |     | 65' |
| Substituições: |    |                   |     |     |
| FW             | 18 | Kwadwo Duah       |     | 65' |
| MF             | 17 | Ruben Vargas      |     | 65' |
| FW             | 25 | Zeki Amdouni      |     | 65' |
| Treinador:     |    |                   |     |     |
| Murat Yakin    |    |                   |     |     |

| GK                | 1  | Manuel Neuer           |     |     |
| RB                | 6  | Joshua Kimmich         |     |     |
| CB                | 2  | Antonio Rüdiger        |     |     |
| CB                | 4  | Jonathan Tah           | 38' | 61' |
| LB                | 18 | Maximilian Mittelstädt |     | 61' |
| CM                | 23 | Robert Andrich         |     | 65' |
| CM                | 8  | Toni Kroos             |     |     |
| RW                | 10 | Jamal Musiala          |     | 76' |
| AM                | 21 | İlkay Gündoğan         |     |     |
| LW                | 17 | Florian Wirtz          |     | 76' |
| CF                | 7  | Kai Havertz            |     |     |
| Substituições:    |    |                        |     |     |
| DF                | 15 | Nico Schlotterbeck     |     | 61' |
| DF                | 3  | David Raum             |     | 61' |
| FW                | 14 | Maximilian Beier       |     | 65' |
| MF                | 19 | Leroy Sané             |     | 76' |
| FW                | 9  | Niclas Füllkrug        |     | 76' |
| Treinador:        |    |                        |     |     |
| Julian Nagelsmann |    |                        |     |     |

| Homem do Jogo: Granit Xhaka Bandeirinhas: Ciro Carbone Alessandro Giallatini Quarto árbitro: Marco Guida Quinto árbitro: Filippo Meli Árbitro assistente de vídeo: Massimiliano Irrati Árbitros assistentes de árbitro de vídeo: Paolo Valeri Cătălin Popa |

### Escócia x Hungria
| 23 de junho de 2024 | Escócia | 0 – 1     | Hungria        | MHPArena, Stuttgart                        |
| 21:00               |         | Relatório | Csoboth 90+10' | Público: 54 000 Árbitro: ARG Facundo Tello |

| '' | Escócia | Hungria | '' |

| GK             | 1  | Angus Gunn         |     |     |
| RB             | 2  | Anthony Ralston    |     | 83' |
| CB             | 13 | Jack Hendry        |     |     |
| CB             | 5  | Grant Hanley       |     |     |
| CB             | 26 | Scott McKenna      |     |     |
| LB             | 3  | Andrew Robertson   |     | 89' |
| RM             | 7  | John McGinn        |     | 76' |
| CM             | 14 | Billy Gilmour      |     | 83' |
| CM             | 8  | Callum McGregor    |     |     |
| LM             | 4  | Scott McTominay    | 50' |     |
| CF             | 10 | Ché Adams          |     | 76' |
| Substituições: |    |                    |     |     |
| MF             | 17 | Stuart Armstrong   |     | 76' |
| FW             | 9  | Lawrence Shankland |     | 76' |
| MF             | 11 | Ryan Christie      |     | 83' |
| MF             | 23 | Kenny McLean       |     | 83' |
| FW             | 18 | Lewis Morgan       |     | 89' |
| Treinador:     |    |                    |     |     |
| Steve Clarke   |    |                    |     |     |

| GK                          | 1  | Péter Gulácsi       |        |     |
| CB                          | 21 | Endre Botka         |        |     |
| CB                          | 6  | Willi Orbán         | 26'    |     |
| CB                          | 24 | Márton Dárdai       |        | 74' |
| RM                          | 14 | Bendegúz Bolla      |        | 86' |
| CM                          | 17 | Callum Styles       | 18'    | 61' |
| CM                          | 13 | András Schäfer      | 44'    |     |
| LM                          | 11 | Milos Kerkez        |        | 86' |
| AM                          | 20 | Roland Sallai       |        |     |
| AM                          | 10 | Dominik Szoboszlai  |        |     |
| CF                          | 19 | Barnabás Varga      |        | 74' |
| Substituições:              |    |                     |        |     |
| MF                          | 8  | Ádám Nagy           |        | 61' |
| DF                          | 4  | Attila Szalai       |        | 74' |
| FW                          | 9  | Martin Ádám         |        | 74' |
| FW                          | 23 | Kevin Csoboth       |        | 86' |
| MF                          | 18 | Zsolt Nagy          | 90+11' | 86' |
| Outras ações disciplinares: |    |                     |        |     |
| MF                          | 15 | László Kleinheisler | 75'    |     |
| Treinador:                  |    |                     |        |     |
| Marco Rossi                 |    |                     |        |     |

| Homem do Jogo: Roland Sallai Bandeirinhas: Gabriel Chade Ezequiel Brailovsky Quarto árbitro: Espen Eskås Quinto árbitro: Jan Erik Engan Árbitro assistente de vídeo: Alejandro Hernández Hernández Árbitros assistentes de árbitro de vídeo: Juan Martínez Munuera Tiago Martins |

## Disciplina
Os pontos de fair play serão usados como desempate se o confronto direto e os registros gerais das equipes estiverem empatados (e se a disputa de pênaltis não for aplicável como desempate). Estes são calculados com base nos cartões amarelos e vermelhos recebidos em todas as partidas do grupo da seguinte forma:
- cartão amarelo = 1 ponto
- cartão vermelho como resultado de dois cartões amarelos = 3 pontos
- cartão vermelho direto = 3 pontos
- cartão amarelo seguido de cartão vermelho direto = 4 pontos

Apenas uma das deduções acima será aplicada a um jogador em uma única partida.
| Team     | Rodada 1                      | Rodada 1                          | Rodada 1 | Rodada 1             | Rodada 2                      | Rodada 2                          | Rodada 2 | Rodada 2             | Rodada 3                      | Rodada 3                          | Rodada 3 | Rodada 3             | Pontos |
| Team     | Penalizado com cartão amarelo | Penalizado · Penalizado · Expulso | Expulso  | Penalizado · Expulso | Penalizado com cartão amarelo | Penalizado · Penalizado · Expulso | Expulso  | Penalizado · Expulso | Penalizado com cartão amarelo | Penalizado · Penalizado · Expulso | Expulso  | Penalizado · Expulso | Pontos |
| -------- | ----------------------------- | --------------------------------- | -------- | -------------------- | ----------------------------- | --------------------------------- | -------- | -------------------- | ----------------------------- | --------------------------------- | -------- | -------------------- | ------ |
| Alemanha | 2                             |                                   |          |                      | 2                             |                                   |          |                      | 1                             |                                   |          |                      | −5     |
| Suíça    | 3                             |                                   |          |                      | 2                             |                                   |          |                      | 3                             |                                   |          |                      | −8     |
| Escócia  | 1                             |                                   | 1        |                      | 3                             |                                   |          |                      | 1                             |                                   |          |                      | −8     |
| Hungria  | 2                             |                                   |          |                      | 3                             |                                   |          |                      | 5                             |                                   |          |                      | −10    |